# Badia de Penobscot
La badia de Penobscot (en anglès Penobscot Bay) és una badia del golf de Maine, a l'oceà Atlàntic, a la desembocadura del riu Penobscot. Administrativament pertany a l'estat de Maine. Són nombroses les illes que hi ha a la badia. Algunes de les poblacions costaneres més importants són Rockland, Rockport, Stonington i Belfast. Es troba entre la badia de Muscongus i la badia Blue Hill, a l'oest del Parc Nacional d'Acàdia.
Fa 11.000 anys, al començament de l'Holocè, el nivell del mar al Golf de Maine va baixar fins a 55 metres per sota del seu nivell actual. Aleshores la badia de Penobscot corresponia a la continuació del riu Penobscot que va desviar-se per una àmplia terra que s'estenia fins a l'actual illa Matinicus.
Tant el riu com la badia reben el nom de la tribu índia dels penobscots, que han viscut a la zona durant més de deu mil anys de la pesca, la caça i la recol·lecció de marisc a la badia i al riu.